# 쇼추 (술)

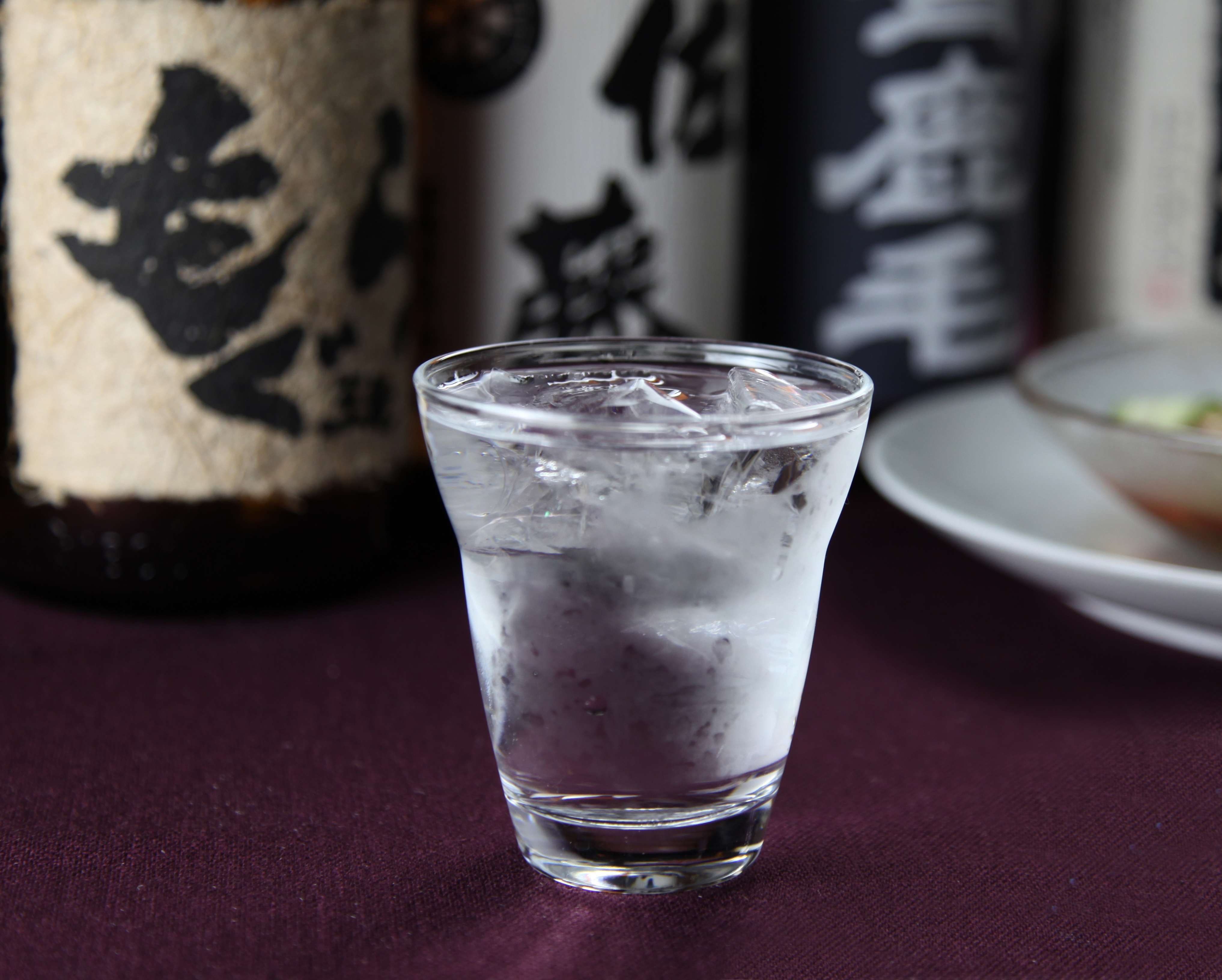

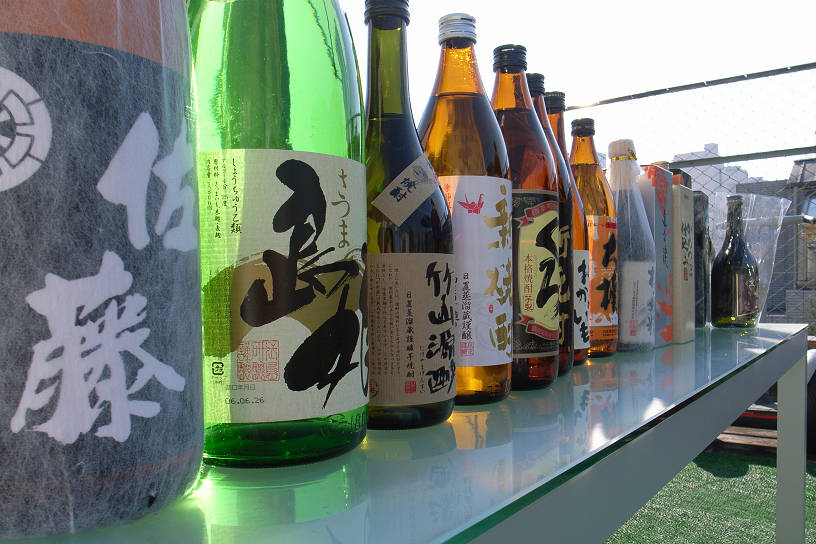

쇼추(일본어: 焼酎→소주)는 일본의 술 종류 중 하나이다. 알코올 도수는 연속식 증류 소주는 36도 미만, 단식 증류 소주는 45도 이하로 정해져 있다.
일본 내에서는 주세법에 의해 종별 기준이 정해져 있으며, 연속식 증류 소주와 단식 증류 소주로 나눌 수 있다. 미나미큐슈를 중심으로 양조가 성행하고 있다. 또한 나가사키현의 이키섬, 도쿄도의 이즈 제도, 오키나와현 등의 섬에서도 양조되고 있다. 외형은 대체적으로 보면 사케와 거의 유사한 편이다.

## 같이 보기
- 아와모리
- 바이주
- 한국의 소주